# 玛丽安娜·伊哈莱宁
玛丽安娜·伊哈莱宁（芬蘭語：Marianne Ihalainen，1967年2月22日—），芬兰女子冰球运动员。她曾代表芬兰参加1998年冬季奥林匹克运动会冰球比赛，获得一枚铜牌。她也曾数次获得世界女子冰球锦标赛季军。